# Вышедское
Вы́шедское (бел. Вы́шадскае) — озеро в Городокском районе Витебской области Белоруссии. Относится к бассейну реки Овсянка, протекающей через озеро.

## Описание
Озеро Вышедское располагается в 20 км к северо-востоку от города Городок. К северу от озера находится деревня Вышедки.
Площадь зеркала составляет 0,45 км². Длина — 1,64 км, наибольшая ширина — 0,36 км. Длина береговой линии — 4,65 км. Наибольшая глубина — 11 м, средняя — 4,4 м. Объём воды в озере — 1,97 млн м³. Площадь водосбора — 168 км².
Котловина лощинного типа, вытянута с севера на юг и состоит из двух плёсов — глубоководного северного и мелководного южного. Склоны крутые, высотой 7—10 м, песчаные, покрытые лесом. Северо-западные склоны более пологие. Береговая линия извилистая. Берега преимущественно низкие, песчаные, поросшие лесом и кустарником. Северный берег участками возвышенный и обрывистый.
29 % озера характеризуется глубиной не свыше 2 м. Мелководье сложено песком и опесчаненным илом. На глубине дно покрыто кремнезёмистым сапропелем и глинистым илом.
Минерализация воды превышает 200 мг/л, прозрачность составляет 2,2 м. Водоём подвержен эвтрофикации.
Через Вышедское протекает река Овсянка, выше и ниже по течению которой расположены озёра Нёгро и Медесно соответственно.
Водоём умеренно зарастает. Надводная растительность образует полосу шириной от 5 до 30 м.
В озере обитают лещ, щука, окунь, плотва, густера, уклейка, линь, карась.